# Young Artist Awards 2009
Die Young Artist Awards 2009 wurden von der Young Artist Foundation, einer 1979 gegründeten Non-Profit-Organisation, am 29. März 2009 im Globe Theatre in Universal City, Kalifornien vergeben. Es ist die 30. Verleihung der Awards seit der ersten Verleihung im Jahre 1979. Die Auszeichnung wurde in insgesamt 25 Kategorien für herausragende Leistungen von jungen Schauspielern und Schauspielerinnen in den Bereichen Film, Fernsehen und Theater verliehen.

## Preisträger und Nominierte im Bereich Film

### Bester Hauptdarsteller in einem Spielfilm
- Nate Hartley – Drillbit Taylor – Ein Mann für alle Unfälle (Drillbit Taylor)
  - Freddie Highmore – Die Geheimnisse der Spiderwicks (The Spiderwick Chronicles)
  - Josh Hutcherson – Die Reise zum Mittelpunkt der Erde (Journey to the Center of the Earth)
  - Skandar Keynes – Die Chroniken von Narnia: Prinz Kaspian von Narnia (The Chronicles of Narnia: Prince Caspian)

### Beste Hauptdarstellerin in einem Spielfilm
- Dakota Fanning – Die Bienenhüterin (The Secret Life of Bees)
  - Abigail Breslin – Kit Kittredge: An American Girl
  - Madeline Carroll – Swing Vote – Die beste Wahl (Swing Vote)
  - Georgie Henley – Die Chroniken von Narnia: Prinz Kaspian von Narnia (The Chronicles of Narnia: Prince Caspian)
  - Keke Palmer – The Longshots

### Bester Nebendarsteller in einem Spielfilm
- Brandon Soo Hoo – Tropic Thunder
  - Dylan Everett – The Devil’s Mercy
  - Colin Ford – Lake City
  - Nathan Gamble – Marley & Ich (Marley & Me)
  - Devon Gearhart – Funny Games U.S. (Funny Games)
  - Justin Jones – The Express
  - Johntae Lipscomb – Bedtime Stories
  - Austin MacDonald – Kit Kittredge: An American Girl
  - Zach Mills – Kit Kittredge: An American Girl

### Beste Nebendarstellerin in einem Spielfilm
- Christian Serratos – Twilight – Bis(s) zum Morgengrauen (Twilight)
  - Madisen Beaty – Cradle Will Fall – Wenn Mutterliebe tödlich wird (Baby Blues)
  - Sammi Hanratty – Hero Wanted
  - Kali Majors – Der seltsame Fall des Benjamin Button (The Curious Case of Benjamin Button)

### Beste Besetzung in einem Spielfilm
- Abigail Breslin, Madison Davenport, Austin MacDonald, Zach Mills, Willow Smith und Max Thieriot – Kit Kittredge: An American Girl
  - Georgie Henley, Skandar Keynes, William Moseley und Anna Popplewell – Die Chroniken von Narnia: Prinz Kaspian von Narnia (The Chronicles of Narnia: Prince Caspian)
  - David Dorfman, Troy Gentile und Nate Hartley – Drillbit Taylor – Ein Mann für alle Unfälle (Drillbit Taylor)

### Beste Darstellung in einem internationalen Spielfilm
- Brandon Walters, Australien – Australia
  - Hussein Al-Sous und Udey Al-Qiddissi, Jordanien – Captain Abu Raed (كابتن أبو رائد)
  - Asa Butterfield und Jack Scanlon, Vereinigtes Königreich – Der Junge im gestreiften Pyjama (The Boy in the Striped Pyjamas)
  - Kåre Hedebrant und Lina Leandersson, Schweden – So finster die Nacht (Låt den rätte komma in)
  - Robbie Kay, Vereinigtes Königreich – Fugitive Pieces
  - Guang Li, Australien – Die Kinder der Seidenstraße (The Children of Huang Shi)
  - Bill Milner und Will Poulter, Vereinigtes Königreich – Der Sohn von Rambow (Son of Rambow)
  - Kodi Smit-McPhee, Australien – Unter der Sonne Australiens (Romulus, My Father)
  - Jiao Xu, China – Cheung Gong 7 hou (CJ7)

### Bester Schauspieler in einem Kurzfilm
- Cainan Wiebe – A Pickle
  - Patrick Casa – Sizzlean
  - Andy Scott Harris The First Impression
  - Joey Luthman – Stars and Suns
  - Connor Kramme – Alex’s Halloween
  - Gig Morton – The Escape of Conrad Lard-Bottom
  - Brandon Tyler Russell – Caleb Couldn’t Love
  - Randy Shelly – Settled at Sunrise
  - Connor Stanhope – Illusional

### Beste Schauspielerin in einem Kurzfilm
- Laytrel McMullen – Pudge
  - Jasmine Jessica Anthony – Water Pills
  - Megan Ashley – Wreck the Halls
  - Megan McKinnon – Illusional
  - Savannah McReynolds – Return to Sender
  - Diandra Newlin – Christmas at the Asylum
  - Courtney Robinson – Little Miss Badass
  - Emanuela Szumilas – The Corners of Our Rooms
  - Chelsey Valentine – The Doll Hospital
  - Jolie Vanier – Juvenile Delinquence

### Beste Darstellung in einem DVD-Film
- Billy Unger – Cop Dog
  - Jack Knight – A Lobster Tale
  - Matthew Knight – Chaos unterm Weihnachtsbaum (Christmas in Wonderland)
  - Gig Morton – Snow Buddies – Abenteuer in Alaska (Snow Buddies)
  - Stefanie Scott – Beethovens großer Durchbruch (Beethoven’s Big Break)

## Preisträger und Nominierte im Bereich Fernsehen

### Bester Hauptdarsteller in einem Fernsehfilm, Miniserie oder Special
- Alex Black – Generation Gap
  - Luke Benward – Minutemen – Schüler auf Zeitreise (Minutemen)
  - Jamie Johnston – The Tenth Circle
  - Robbie Kay – Pinocchio
  - Maxim Knight – Our First Christmas
  - Connor Christopher Levins – The Most Wonderful Time of the Year
  - Austin Majors – An Accidental Christmas
  - Justin Martin – A Raisin in the Sun
  - Gig Morton – Christmas Town – Die Weihnachtsstadt (Christmas Town)

### Beste Hauptdarstellerin in einem Fernsehfilm, Miniserie oder Special
- Selena Gomez – Another Cinderella Story
  - Jordy Benattar – Charlie & Me
  - Demi Lovato – Camp Rock

### Bester Nebendarsteller in einem Fernsehfilm, Miniserie oder Special
- Joseph Castanon – Comanche Moon
  - Adam Cagley – Fröhliche Weihnachten, Drake & Josh (Merry Christmas, Drake & Josh)
  - Alexander Conti – Wer ist hier der Weihnachtsmann? (Snow 2: Brain Freeze)
  - David Gore – Fröhliche Weihnachten, Drake & Josh (Merry Christmas, Drake & Josh)
  - Steven Hinkle – John Adams – Freiheit für Amerika (John Adams)
  - Matthew Knight – The Good Witch
  - Uriah Shelton – The Nanny Express
  - Tyler Stentiford – The Memory Keeper’s Daughter

### Beste Nebendarstellerin in einem Fernsehfilm, Miniserie oder Special
- Cassidi Hoag – Die Robert und Andrew Kissel Story (The Two Mr. Kissels)
  - Hannah Endicott Douglas – The Good Witch
  - Jodelle Ferland – Celine
  - Molly Jepson – Minutemen – Schüler auf Zeitreise (Minutemen)
  - Nicole Muñoz – Another Cinderella Story

### Bester Hauptdarsteller in einer Fernsehserie (Comedy oder Drama)
- Graham Patrick Martin – The Bill Engvall Show
  - Jake T. Austin – Die Zauberer vom Waverly Place (Wizards of Waverly Place)
  - Jamie Johnston – Degrassi: The Next Generation
  - Nathan Kress – iCarly
  - Nat Wolff – The Naked Brothers Band

### Beste Hauptdarstellerin in einer Fernsehserie (Comedy oder Drama)
- Miranda Cosgrove – iCarly
  - Miley Cyrus – Hannah Montana
  - Selena Gomez – Die Zauberer vom Waverly Place (Wizards of Waverly Place)
  - Taylor Momsen – Gossip Girl
  - Vanessa Morgan – Teen Buzz (The Latest Buzz)
  - Shailene Woodley – The Secret Life of the American Teenager

### Bester Nebendarsteller in einer Fernsehserie (Comedy oder Drama)
- Larramie Shaw – House of Payne
  - Moisés Arias – Hannah Montana
  - Skyler Gisondo – The Bill Engvall Show
  - Mark Indelicato – Alles Betty! (Ugly Betty)
  - Ryan Malgarini – Gary Unmarried

### Beste Nebendarstellerin in einer Fernsehserie (Comedy oder Drama)
- Bella Thorne – My Own Worst Enemy
  - Jennifer Lawrence – The Bill Engvall Show
  - Jennette McCurdy – iCarly
  - Kathryn Newton – Gary Unmarried
  - Emily Osment – Hannah Montana
  - Erin Sanders – Zoey 101

### Bester Gastdarsteller in einer Fernsehserie
- Carlos Knight – Emergency Room – Die Notaufnahme (ER)
  - Joey Luthman – Private Practice
  - Jesse Bostick – Murdoch Mysteries
  - Nathan Gamble – Dr. House (House)
  - Hunter Gomez – Hotel Zack & Cody (The Suite Life of Zach and Cody)
  - Isaiah Marcus Grant – The Border
  - Braeden Lemasters – Law & Order
  - Dylan Minnette – The Mentalist
  - Remy Thorne – October Road
  - Billy Unger – Medium – Nichts bleibt verborgen (Medium)
  - Cainan Wiebe – Sanctuary – Wächter der Kreaturen (Sanctuary)

### Beste Gastdarstellerin in einer Fernsehserie
- Nicole Leduc – Supernatural
  - Isabella Acres – The Mentalist
  - Kaylee Dodson – Leverage
  - Brighid Fleming – Criminal Minds
  - Isabelle Fuhrman – Ghost Whisperer – Stimmen aus dem Jenseits (Ghost Whisperer)
  - Joey King – CSI: Den Tätern auf der Spur (CSI: Crime Scene Investigation)
  - Carly Schroeder – Ghost Whisperer – Stimmen aus dem Jenseits (Ghost Whisperer)
  - Stefanie Scott – Chuck
  - Car’ynn Sims – Alle hassen Chris (Everybody Hates Chris)
  - Bella Thorne – October Road

### Bester wiederkehrende Schauspieler in einer Fernsehserie
- Mick Hazen – Jung und Leidenschaftlich – Wie das Leben so spielt (As the World Turns)
  - Eddie Alderson – Liebe, Lüge, Leidenschaft (One Life to Live)
  - Preston Bailey – Dexter
  - Aaron Hart – Mad Men
  - Joey Luthman – Weeds – Kleine Deals unter Nachbarn (Weeds)
  - Dylan Minnette – Saving Grace
  - Terrell Ransom, Jr – Zeit der Sehnsucht (Days of Our Lives)
  - Connor Stanhope – Smallville
  - Austin Williams – Liebe, Lüge, Leidenschaft (One Life to Live)

### Beste wiederkehrende Schauspielerin in einer Fernsehserie
- Erin Sanders – Schatten der Leidenschaft (The Young and the Restless)
  - Kristen Alderson – Liebe, Lüge, Leidenschaft (One Life to Live)
  - Darcy Rose Byrnes – Schatten der Leidenschaft (The Young and the Restless)
  - Danielle Hanratty – The Unit – Eine Frage der Ehre (The Unit)
  - Haley Ramm – Without a Trace – Spurlos verschwunden (Without a Trace)
  - Christina Robinson – Dexter
  - Kiernan Shipka – Mad Men
  - Mackenzie Smith – Terminator: The Sarah Connor Chronicles
  - Britanny Underwood – Liebe, Lüge, Leidenschaft (One Life to Live)

### Herausragende Besetzung in einer Fernsehserie
- Skyler Gisondo, Graham Patrick Martin und Jennifer Lawrence – The Bill Engvall Show
  - Jason Dolley, Kyle Massey, Madison Pettis und Jake Thomas – Einfach Cory (Cory in the House)
  - Miranda Cosgrove, Nathan Kress, Jennette McCurdy und Noah Munck – iCarly
  - Eddie Alderson, Kristen Alderson, Camila Banus, Carmen Lo Porto und Austin Williams – Liebe, Lüge, Leidenschaft (One Life to Live)

## Preisträger und Nominierte im Bereich Synchronisation und Theater

### Bester Synchronsprecher
- David Gore – Fly Me to the Moon 3D
  - Zachary Bloch – Super Why!
  - Alexander Conti – Di-Gata Defenders
  - Alex Ferris – Martha Speaks
  - Colin Ford – Christmas Is Here Again
  - Zachary Gordon – Madagascar 2 (Madagascar: Escape 2 Africa)
  - Thomas Stanley – Madagascar 2 (Madagascar: Escape 2 Africa)

### Beste Synchronsprecherin
- Emily Hirst – Das Mädchen, das durch die Zeit sprang (時をかける少女 Toki o kakeru shōjo)
  - Shelby Adamowsky – Horton hört ein Hu! (Horton Hears a Who!)
  - Selena Gomez – Horton hört ein Hu! (Horton Hears a Who!)
  - Joey King – Horton hört ein Hu! (Horton Hears a Who!)
  - Ashley McGullam – Return to Sender
  - Chloë Moretz – Meine Freunde Tigger und Puuh (My Friends Tigger & Pooh)

### Beste Darstellung in einem Theaterstück
- Shemar Charles – Pop It!
  - Emily Albrecht – Ruthless! The Musical
  - Logan O’Brien – Digital Video Editing & Video Camera Techniques